# Jamestown (Wyspa Świętej Heleny)

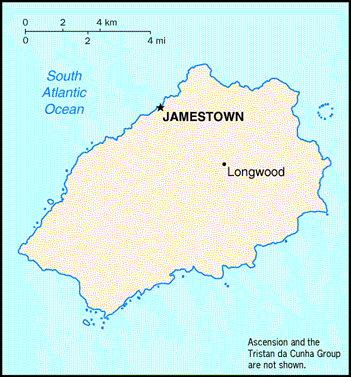
Położenie Jamestown na wyspie Świętej Heleny

Jamestown – stolica brytyjskiego terytorium zamorskiego Wyspa Świętej Heleny, Wyspa Wniebowstąpienia i Tristan da Cunha, położona na Wyspie Świętej Heleny. 

## Charakterystyka
Jedyny port rybacki i handlowy wyspy. Miasteczko zamieszkiwało w 2008 roku 714 osób, których głównym zajęciem jest rybołówstwo. Brytyjska baza wojskowa.
Jamestown zostało założone w 1659 przez Kompanię Wschodnioindyjską.